# Костылево (Архангельская область, деревня)
Костылево — деревня в Устьянском районе Архангельской области.

## География
Находится в южной части Архангельской области у восточной окраины административного центра района поселка Октябрьский.

## История
Была отмечена уже только на карте начала 1980-х годов. До 2022 года входила в Октябрьское городское поселение до его упразднения.

## Население
Численность населения: 70 человек (русские 99 %) в 2002 году, 95 в 2010.